# 北廉太郎
北 廉太郎（きた れんたろう、1920年（大正9年）3月20日 - 1940年（昭和15年）9月15日）は昭和期の歌手。

## 経歴
現在の山形県鶴岡市出身。
1936年（昭和11年）タイヘイレコードから紀多寛として「男の涙」でデビュー。ポリドールレコード移籍と共に瀧廉太郎をもじった北廉太郎に改名。
「潮来夜船」の大ヒットで知られ、他にも「青春の丘」、「出船の唄」、「追憶の馬車」、「シナの町」、「ヴォルガ旅愁」などヒット曲多数。アイドル歌手として人気を得たが、1940年（昭和15年）、白血病で急逝。享年20。
後に2代目北廉太郎の名前でポリドールよりデビューした小川耕平がいる。
ビクターから「雨の夜船」でデビューした後、ポリドールに移籍。名前を北廉太郎と改め再デビューした。「夢の和蘭陀船」「林檎畑を馬車は行く」などを吹き込んだ。

## 代表曲
- 進軍の一夜(昭和13年12月)
- 追憶の馬車(昭和14年2月)
- 青春の丘(昭和14年5月)
- 出船の唄(昭和14年8月)
- 潮来夜船(昭和14年9月)*片面は小林千代子「旅のつばくろ」で両面とも大ヒットした